# Jenkins megye
Jenkins megye az Amerikai Egyesült Államokban, azon belül Georgia államban található. Megyeszékhelye és legnagyobb városa Millen. Lakosainak száma 8674 fő (2020. április 1.). Jenkins megye Burke, Screven, Bulloch és Emanuel megyékkel határos.

## Népesség
A megye népességének változása:
| Lakosok száma | 8321 | 8130 | 9149 | 9269 | 8957 | 8674 |
|               | 2010 | 2011 | 2012 | 2013 | 2015 | 2020 |